# Plasa Văscăuți, județul Soroca
Plasa Văscăuți a fost o unitate administrativ-teritorială din perioada interbelică, în județul Soroca din România. Plasa a fost înființată în anul 1925, după aprobarea legii cu privire la unificarea teritorial-administrative a României și a existat până la reforma administrativă din 1929. Teritoriul și localitățile au fost divizate între plășile Florești și Cotiugenii Mari.

## Localități
| Comună            | Sate                        | Amplasarea în prezent |
| ----------------- | --------------------------- | --------------------- |
| 1. Coșărnița      |                             |                       |
| Ciornița          | Cernița, Florești           |                       |
| Coșărnița         | Coșernița, Florești         |                       |
| Hârtop            | Hîrtop, Florești            |                       |
| 2. Japca          |                             |                       |
| Bursuc            | Bursuc, Florești            |                       |
| Cot               | Cot, Șoldănești             |                       |
| Japca             | Japca, Florești             |                       |
| Mănăstirea Japca  | Sat desființat              |                       |
| Napadova          | Năpadova, Florești          |                       |
| Salcia            | Salcia, Șoldănești          |                       |
| Sănătăuca         | Sănătăuca, Florești         |                       |
| 3. Ocolina        |                             |                       |
| Ocolina           | Ocolina                     |                       |
| Țepilova-Mică     | inclus în satul Ocolina     |                       |
| Țepilova          | Țepilova, Soroca            |                       |
| Voloavele         | Voloave, Soroca             |                       |
| Volovița          | Volovița, Soroca            |                       |
| Zăstânca II       | Zastînca, Soroca            |                       |
| 4. Stoicani       |                             |                       |
| Ciripcău          | Ciripcău, Florești          |                       |
| Cremenea          | Slobozia-Cremene, Soroca    |                       |
| Dubna             | Dubna, Soroca               |                       |
| Rediu             | Redi-Cereșnovăț, Soroca     |                       |
| Soloneț           | Soloneț, Soroca             |                       |
| Stoicani          | Stoicani, Soroca            |                       |
| 5 Vorâncău        |                             |                       |
| Cerlina           | Cerlina, Soroca             |                       |
| Liublin-Colonie   | Sat desființat              |                       |
| Nemireuca         | Nimereuca, Soroca           |                       |
| Slobozia-Vorâncău | Slobozia-Vărăncău, Soroca   |                       |
| Vorâncău          | Vărăncău, Soroca            |                       |
| Zăluceni          | Zăluceni, Florești          |                       |
| 6. Văscăuți       |                             |                       |
| Făgădău           | Făgădău, Florești           |                       |
| Mârzești          | Octeabriscoe, Florești      |                       |
| Românca           | Sat desființat              |                       |
| Temeliuți         | Temeleuți, Florești         |                       |
| Vârtejenii-Sat    | Vertiujeni, Florești        |                       |
| Vârtejenii-Târg   | Tîrgul Vertiujeni, Florești |                       |
| Văscăuți          | Văscăuți, Florești          |                       |
| 7. Vasilcău       |                             |                       |
| Alexandru-cel-Bun | Alexandru cel Bun, Soroca   |                       |
| Racovăț           | Racovăț, Soroca             |                       |
| Trifăuți          | Trifăuți, Soroca            |                       |
| Vasilcău          | Vasilcău, Soroca            |                       |